# Maria Enrica Spacca
Maria Enrica Spacca (ur. 20 marca 1986 w L’Aquila) – włoska lekkoatletka, sprinterka.
Specjalizuje się w biegu na 400 metrów.
Odpadła w eliminacjach sztafety 4 × 400 metrów  na mistrzostwach świata w 2009 w Berlinie. Zdobyła brązowy medal w sztafecie 4 × 400 metrów (w składzie: Chiara Bazzoni, Marta Milani, Spacca i Libania Grenot) na mistrzostwach Europy w 2010 w Barcelonie (po dyskwalifikacji z powodu dopingu sztafety rosyjskiej). Na halowych mistrzostwach Europy w 2011 w Paryżu zajęła 4. miejsce w tej konkurencji. Odpadła w eliminacjach sztafety 4 × 400 metrów na mistrzostwach świata w 2011 w Daegu, a także w półfinale biegu na 400 metrów i eliminacjach sztafety 4 × 400 metrów na mistrzostwach Europy w 2012 w Helsinkach. Wystąpiła w sztafecie 4 × 400 metrów na igrzyskach olimpijskich w 2012 w Londynie, ale odpadła w eliminacjach. Odpadła w eliminacjach biegu na 400 metrów na halowych mistrzostwach Europy w 2013 w Göteborgu.
Zwyciężyła w sztafecie 4 × 400 metrów (w składzie: Spacca, Elena Maria Bonfanti, Maria Benedicta Chigbolu i Bazzoni) na igrzyskach śródziemnomorskich w 2013 w Mersin. Na mistrzostwach świata w 2013 w Moskwie sztafeta 4 × 400 metrów z jej udziałem została w finale zdyskwalifikowana. Odpadła w eliminacjach tej konkurencji na halowych mistrzostwach świata w 2014 w Sopocie. Na mistrzostwach Europy w 2014 w Zurychu odpadła w eliminacjach biegu na 400 metrów i zajęła 7. miejsce w finale sztafety4 × 400 metrów. 
Zdobyła brązowy medal w sztafecie 4 × 400 metrów (w składzie: Chigbolu, Spacca, Bazzoni i Grenot) na mistrzostwach Europy w 2016 w Amsterdamie. Zajęła 6. miejsce w tej konkurencji w tej konkurencji na igrzyskach olimpijskich w 2016 w Rio de Janeiro oraz 4. miejsce na halowych mistrzostwach Europy w 2017 w Belgradzie. Odpadła w eliminacjach sztafety 4 × 400 metrów na mistrzostwach świata w 2017 w Londynie. Na halowych mistrzostwach świata w 2018 w Birmingham zajęła 5. miejsce w tej konkurencji.
Spacca była mistrzynią Włoch w biegu na 400 metrów w 2012 oraz w sztafecie 4 × 100 metrów w latach 2010–2012, 2014 i 2016–2018, a w hali była mistrzynią swego kraju w biegu na 400 metrów w 2012.
Jest aktualną (maj 2021) rekordzistką Włoch w sztafecie 4 × 400 metrów na otwartym stadionie z czasem 3:25,16 (19 sierpnia 2016 w Rio de Janeiro) i byłą rekordzistką  w hali z wynikiem 3:31,55 (4 marca 2018 w Birmingham).
Rekordy życiowe Spacci:
- bieg na 200 metrów  – 23,77 (2 maja 2012, Rieti)
- bieg na 400 metrów  – 52,53 (8 lipca 2012, Bressanone)
- bieg na 400 metrów (hala) – 53,00 (26 lutego 2012, Ankona)